# Refugio de Viadós
El Refugio de Viadós es un refugio guardado situado a 1.760 metros de altitud en el municipio de Gistaín, comarca de Sobrarbe, en la provincia de Huesca, dentro de la comunidad autónoma de Aragón (España). Se encuentra en el Valle de Gistaín, en la margen derecha del barranco de los Oriels, justo por encima del campamento Virgen Blanca y en las proximidades de la cabecera del río Cinqueta. Administrativamente, forma parte del Parque Natural Posets-Maladeta.

## Historia
El refugio fue construido en 1952 por Joaquín Cazcarra, un ganadero de Gistaín que, viendo el creciente paso de montañeros por el valle, decidió ofrecer un lugar de acogida junto a la borda familiar. En 1957 abrió sus puertas como refugio guardado, convirtiéndose en el único refugio de propiedad privada del Pirineo aragonés. Inicialmente funcionaba bajo demanda, adaptándose a las necesidades de los excursionistas. A lo largo del tiempo, la instalación fue ampliándose, rehabilitando la borda original y adecuando nuevas dependencias.
Uno de los hitos relevantes en su historia fue la organización, en 1961, del campamento internacional de alta montaña, lo que consolidó al refugio como punto de referencia para montañeros y alpinistas.
Actualmente, la gestión del refugio sigue en manos de la familia fundadora, ya en su tercera generación, manteniendo el espíritu hospitalario con el que nació el proyecto.

## Instalaciones y servicios
El Refugio de Viadós cuenta con los servicios esenciales para montañeros: camas con mantas, duchas con agua caliente, bar, servicio de comidas y zonas comunes. Además, dispone de una pequeña dependencia que puede utilizarse como refugio libre únicamente en caso de ausencia del guarda. Esta parte libre tiene capacidad para 6 personas y está equipada con literas, mesas y bancos.
Está abierto durante la Semana Santa, fines de semana y festivos de primavera, y diariamente desde el 1 de junio hasta el 12 de octubre. El resto del año permanece cerrado, aunque se mantiene habilitada la parte libre.

## Actividades y entorno
Ess un punto estratégico para numerosas rutas de montaña en el Pirineo aragonés. Es paso de grandes travesías como el GR-11, la Alta Ruta Pirenaica, la Ruta de los 3 Refugios, Las Feixas, Buff entre Refugios, el Camino de Santiago del Sobrarbe y el GR19.
Desde el refugio se pueden acometer ascensiones a cumbres emblemáticas como el Posets/ Lardana]] (3.369 m), segunda montaña más alta del Pirineo, así como el Bachimala, los Culfredas, los Eristes o el Pico de los Veteranos, entre otros.
Durante la temporada invernal, aunque el refugio guardado permanece cerrado, la zona es frecuentada por practicantes de alpinismo y esquí de travesía, siendo destacable el corredor Jean Arlaud como una de las rutas más clásicas al Posets.
Viadós ha sido escenario de numerosas pruebas deportivas y travesías organizadas, y continúa siendo un lugar de encuentro habitual para montañeros y amantes de la naturaleza.